# Adolf Branald
Adolf Branald (* 4. Oktober 1910 in Prag; † 28. September 2008 ebenda) war ein tschechischer Schriftsteller.

## Leben
In eine Schauspielerfamilie hineingeboren, trat er bereits als Kind in mehreren Filmen auf. 1929 legte er das Abitur an der kaufmännischen Akademie ab und war in vielen Berufen tätig. Im Jahr 1938 war er Fahrdienstleiter des Grenzbahnhofes Moldava  / Moldau im Erzgebirge. Im Jahr 1948 trat er in die kommunistische Partei KSČ ein. Seit 1962 war er freischaffender Schriftsteller. 1965 bekam er die Auszeichnung „Verdienter Künstler der Tschechoslowakischen Sozialistischen Republik“. 1969 trat er aus der Partei aus und durfte seine Werke nicht mehr publizieren. 1996 erhielt er den Preis des P.E.N.-Klubs.

## Verfilmungen
Drehbuch
- 1956: Großvater Automobil (Dědeček automobil)

Literarische Vorlage
- 1981: Achtung, Visite! (Pozor, vizita!)
- 1983: Die kleine Krankenschwester (Sestricky)

## Mitgliedschaften
- Obec spisovatelů (Tschechischer Schriftstellerverband)